# Saint-Laurent-de-Chamousset
Saint-Laurent-de-Chamousset – miejscowość i gmina we Francji, w regionie Owernia-Rodan-Alpy, w departamencie Rodan.
Według danych na rok 1990 gminę zamieszkiwało 1558 osób, a gęstość zaludnienia wynosiła 90 osób/km² (wśród 2880 gmin regionu Rodan-Alpy Saint-Laurent-de-Chamousset plasuje się na 548. miejscu pod względem liczby ludności, natomiast pod względem powierzchni na miejscu 634.).